# Château de Canteloup
Le château de Canteloup est un château du XVIIe siècle situé dans le département de l'Eure en Normandie.

## Localisation
Le château de Canteloup se situe sur le territoire de la commune d'Amfreville-sous-les-Monts, dans le nord-est du département de l'Eure, dans la région naturelle de la vallée de la Seine. Il se trouve à l'écart du bourg, sur les bords de la Seine, face à la Grande île.

## Historique
Il est construit vers 1610 pour Jacques II Hallé, sur un fief existant depuis le XIIe siècle. 
Il est restauré à la suite d'un incendie le 24 avril 1910.

## Protection
Le château de Canteloup fait l'objet d'une inscription par arrêté du 2 décembre 1997. Celle-ci comprend les façades, toitures et parties suivantes à l'intérieur : rez-de-chaussée et escalier, cellier, chapelle Sainte-Marguerite et commun sud-est.